# Brick Mansions
Brick Mansions is een Frans-Canadese actie-misdaadfilm uit 2014, geregisseerd door Camille Delamarre. De film is een remake van de Franstalige film Banlieue 13.
In de film speelt Paul Walker een undercoveragent die de misdaad in Detroit wil oplossen.

## Rolverdeling
| Acteur         | Personage          |
| -------------- | ------------------ |
| Paul Walker    | Damien Collier     |
| David Belle    | Lino               |
| RZA            | Tremaine Alexander |
| Gouchy Boy     | K2                 |
| Catalina Denis | Lola               |
| Ayisha Issa    | Rayzah             |
| Carlo Rota     | George the Greek   |

## Achtergrond
De opames vonden plaats medio april 2013 in Montreal (Canada) en Detroit (Michigan) in de Verenigde Staten. De eerste officiële trailer werd uitgebracht op 13 februari 2014. Oorspronkelijk was de film in Noord-Amerika medio februari 2014 gepland, maar werd later opgeschoven naar april 2014. De oorzaak was onder meer dat Paul Walker vijf maanden voor de Noord-Amerikaanse première overleed bij een auto-ongeluk. Ten tijde van het fatale ongeluk was Walker net bezig met de eerste opnames van de film Fast & Furious 7.